# Martial Solal
Martial Solal, (Algír, 1927. augusztus 23. – Le Chesnay-Rocquencourt, 2024. december 12.) francia dzsesszzongorista, zeneszerző. Solal 1950-től Párizs egyik külvárosában élt és Franciaország vezető dzsesszzongoristának tartották. Nagy hatással volt rá Bud Powell és Lennie Tristano játékstílusa. Zeneszerzőként egy olyan stílust fejlesztett ki, amely többször is sikeresen átlépte a dzsessz határait és az „úgynevezett kortárs zene” kompozíciós világába jutott el.

## Pályafutása
Solal hatéves korától kapott zongoraleckéket operaénekes édesanyjától. 1940-től kezdett érdeklődni a dzsessz iránt. Kezdetben Fats Waller és Art Tatum felvételei fogták meg. 1950-ben Párizsba érkezett, ahol hamarosan talált is munkát. Roger Guérinnel megalakította saját kvartettjét, és 1953-ban Django Reinhardttal lemezfelvételeket is készített. A Club Saint Germain házi zongoristájaként 1953-ban és 1957-59 között olyan zenészeket kísért, mint Don Byas, Lucky Thompson, Billy Byers, J. J. Johnson, Stan Getz, Kenny Clarke, Chet Baker és Sidney Bechet.
1955-ben triót alapított Daniel Humairrel és Guy Pedersennel, akikkel főleg 1959-től dolgozott. Első szóló nagylemeze 1960-ban jelent meg, melyeket később olyan nemzetközileg elismert szólóalbumok követtek, mint a Nothing But Piano (1975), The Solosolal (1978), Bluesine (1983). Ezt 2009-ben Grammy-díjra jelölték (Live at Village Vanguard). Az 1950-es évek végén saját big bandjét is vezette, − amelyet időnként újjá is élesztett (1962, 1966).
Az 1960-as évek elején Solal olyan nemzetközi fesztiválokon szerepelt, mint    Newport (1963), Montreal, Monterey és Berlin − szólistaként és triójával, és a Roger Guérinnel közösen vezetett kvartetttel és időnként egy szokatlan összeállításban, két basszusgitárossal (Guy Pedersen, Gilbert Rovère).
1963-ban a New York-i Hickory House-ban dolgozott. Ott lemezfelvételeket is készítettek Lucky Thompson, André Hodeir, Wes Montgomery, Stéphane Grappelli, Lee Konitz, Michel Portal, John Scofield, Didier Lockwood és Toots Thielemans közreműködésével. 1981 óta gyakrabban lépett fel nagyzenekarával, amelyben olyan szólisták szerepeltek, mint François Jeanneau, Jean-Louis Chautemps, Lee Konitz, Roger Guérin és Christian Escoudé. Ebből lett később a Dodecaband és a Newdecaband, amelyben lánya, az énekesnő Claudia Solal is szerepelt.
Az elmúlt években elsősorban duó- és szólóműsorokban szerepelt. 2019. január 23-án, 91 évesen adta utolsó koncertjét a párizsi Salle Gaveau színpadán és 2024. december 12-én hunyt el Chatouban.
Jean-Luc Godard Kifulladádig (1959) című filmjéhez írt kompozíciós munkáira építve az 1960-as években egyre gyakrabban írt filmzenét. Martin Kunzler német bőgős szerint Solal művei egyenrangúak Miles Davis, Gerry Mulligan és Art Blakey filmzenéivel.
Számos kamarazenei művet is írt. Párizsban egy nemzetközi zongorista dzsesszversenyt neveztek el Martial Solalról.

## Albumok
- 1954: French Modern Sounds
- 1954: Martial Solal Trio
- 1959: Suite en ré bémol pour quartette de jazz
- 1961: Martial Solal
- 1962 The Martial Solal Trio in Concert (Columbia
- 1962: Jazz à Gaveau
- 1962: Suite pour une frise
- 1963: At Newport '63 (Martial Solal album)
- 1964: Concert à Gaveau vol. 2
- 1965: Martial Solal Trio
- 1965: Son 66
- 1970: Locomotion (with Henry Texier and Bernard Lubat)
- 1970: Sans tambour ni trompette
- 1975: 7 + 4 = X
- 1975: Nothing but Piano
- 1978: Suite for Trio
- 1981: Big Band
- 1983: Bluesine
- 1984: Big Band
- 1984: Plays Hodeir
- 1991: Triptyque
- 1991: Duo in Paris
- 1995: Triangle
- 1996: Difficult Blues
- 1997: Just Friends
- 1998: Silent Cinema – Cinema Muet
- 1998: Martial Solal, Vol. 2
- 1999: Balade du 10 mars
- 1999: En Solo
- 1999: Contrastes
- 2000: Martial Solal Dodecaband Plays Ellington
- 2003: NY-1: Live at the Village Vanguar
- 2007: Exposition sans tableau
- 2007: Solitude
- 2008: Longitude
- 2009: Live at the Village Vanguard
- 2015: Martial Solal – Works for Piano and Two Pianos
- 2018: Histoires improvisées
- 2021: Coming Yesterday: Live at Salle Gaveau 2019

## Filmek
- 1959: Deux hommes dans Manhattan
- 1960: L'affaire d'une nuit
- 1960: Testament of Orpheus
- 1960: Kifulladásig
- 1961: Léon Morin, prêtre
- 1962: Svenska flickori i Paris
- 1962: Les ennemis
- 1964: Échappement libre
- 1965: rois chambres à Manhattan
- 1995: Jean Seberg – American Actress

## Díjak
- 1955: Django Reinhardt díj
- 1957: Grand Prix du Disque
- 1986: Paul Acket Award
- 1999: Jazzpar Prize
- 2021: Grand prix de l'Académie du jazz

## Fordítás
Ez a szócikk részben vagy egészben  a   Martial Solal című német Wikipédia-szócikk ezen változatának fordításán alapul.  Az eredeti cikk szerkesztőit annak laptörténete sorolja fel. Ez a jelzés csupán a megfogalmazás eredetét és a szerzői jogokat jelzi, nem szolgál a cikkben szereplő információk forrásmegjelöléseként.